# Polycyrtus paranensis
Polycyrtus paranensis là một loài tò vò trong họ Ichneumonidae.